# Pèl de Gall
Pèl de Gall és un grup de música menorquí nascut el 2009 a Barcelona, després que dos dels components originaris compongueren unes quantes cançons. Actualment la banda està formada per Frank Pons (veu i guitarra), Ernest Martí (guitarra), Xavier Martí (baix), Biel Janer (teclats), Eduard Florit (bateria) i Xec Gonzalez (guitarra i trompeta). La seva proposta és un pop-rock de caràcter festiu, potent i animat. Les seves lletres són fresques, divertides, picants, i amb una temàtica diversa que sol descriure situacions de la vida quotidiana, nits de festa, amor i desamor, i experiències i sentiments.
Al llarg de la seva trajectòria la banda ha ofert multitud de concerts i participat en festivals en tot el territori de parla catalana. Ha compartit escenari amb bandes de renom com Sopa de Cabra, Els Catarres, Obrint Pas, Oques Grasses, Ebri Knight, Els amics de les Arts, Gossos, Brams…

## Història[calcitació]
El projecte Pèl de Gall consta de dues etapes clarament diferenciades, durant les quals ha anat perfeccionant i professionalitzant el producte fins a arribar a l'actualitat.

### Primera etapa (2009-2016)
En aquesta etapa té un nivell de producció més senzill. Els dos discs que publiquen són autoproduïts i autoeditats.

### Segona etapa (2017- actualitat)
La segona etapa s'inicia l'any 2017 quan decideixen fer un canvi de rumb i comencen a apostar per un producte més treballat, més professional i més madur. Per això el tercer disc s'envia a mesclar als estudis de Can Pardaler (Txarango, Els Catarres, etc...) i posteriorment es masteritza a l'estudi Catmastering (Gossos, Ebri Knight).

#### Totes ses deixades són perdudes(2017)

##### «Paradís» (senzill, 2020)
Paradís és el primer senzill del disc A sa vostra salut, el seu quart disc, que apareix a principis de 2020. La cançó d'aquest primer senzill descriu un paradís terrenal, que se'ns presenta de formes diverses i que està a l'abast de tothom. És aquell lloc que ens estimem i a on ens volem quedar. És la bellesa de la naturalesa que ens envolta, però també aquell paradís que podem trobar en els éssers estimats, amics, família, en una relació amorosa, en un viatge, i en tots els indrets o situacions que ens puguin fer feliços i ens facin sentir afortunats.
«Paradís» també té videoclip, i és el setè video oficial del grup. En aquesta ocasió, s'ha creat a partir dels centenars de vídeos que s'han anat rebent durant l'estiu, després d'haver fet una crida a través de les xarxes socials dirigida a tot aquell que volgués compartir un moment especial en bona companyia.
El principal objectiu d'aquesta iniciativa era que els seguidors del grup fossin els autèntics protagonistes del videoclip, en un homenatge a tota la família Pèl de Gall, i a tota la gent que dona suport al grup.
D'altra banda, l'altre objectiu d'aquesta recol·lecció de vídeos era el de disposar d'un material variat, amb multitud de protagonistes, paisatges, escenes i colors.

#### A sa vostra salut(2020)
A sa vostra salut és un disc que ret homenatge, reconeixement i agraïment als seus seguidors, que han donat suport al grup menorquí gairebé una dècada.
Aquest disc de Pèl de Gall, el quart en la seva discografia, estarà format per onze cançons inèdites que han estat mesclades a RPM Estudios (La Raíz, Valira, INC), i masteritzades a l'estudi de Catmastering (Gossos, Ebri Knight).
Aquest nou llançament discogràfic va aparéixer al 2020 en una de les discogràfiques més importants i emblemàtiques del rock català: RGB Suports (Els Pets, Lax'n'Busto, Sopa de Cabra, entre d'altres).
Aquest disc segueix una línea similar a l'anterior disc pel que fa a l'estil i a la qualitat de so, tot i que en aquest nou treball hi podem trobar cançons més festives i més pensades per a un directe més dinàmic i animat.

#### Un directe diferent(2021)
El cinquè disc del grup, enregistrat en directe, conté vint dels temes de la banda apareguts en els discs anteriors:
- «Intro»
- «G&L»
- «Ressaca»
- «Maria»
- «Sa cançó de s'estiu»
- «Solo bateria»
- «Cul a paret»
- «Caricatura»
- «Perdut»
- «No miris enrere»
- «Enyorança»
- «Solo baix»
- «Sa nit que no vas viure»

#### Forces d'atracció (2023)
El sisè disc del grup, el seu pop-rock contacta amb l'electrònica. Conté catorze temes:
- «T'has colat a una festa»
- «Cada minut»
- «Ja no tenim por»
- «Res més a dir»
- «Terra i sal»
- «T'aixecaré»
- «Junts»
- «Es meu millor error»
- «En volem més»
- «Mai»
- «Aquí me tens»
- «C'est la vie»
- «Que cony!»
- «Ses festes»